# 대니얼 에버렛

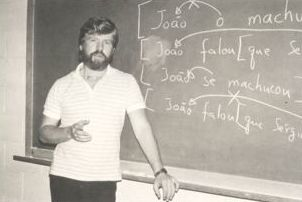

대니얼 레너드 에버렛(Daniel Leonard Everett, 1951년 7월 26일 ~ )은 미국의 언어학자이자 작가로서, 아마존 분지의 피라항족과 그들의 언어인 피라항어에 대한 현장 연구로 가장 유명하다.
국제 SIL 소속으로 개신교 선교사 겸 현장언어학자로서 브라질 아마존 지역에 있는 피라항족의 마을로 파견되어 그곳에 살며 언어 연구를 했다. SIL과 브라질 정부의 계약이 끝나자 그는 브라질의 캄피나스 주립대학교에 등록하여 대학 후원으로 연구를 지속했다. 그는 노엄 촘스키의 이론을 배워 박사논문을 피라항어의 촘스키 이론적 분석으로 완성했으나, 2005년 논문에서 촘스키의 보편 문법 아이디어와 특히 재귀 개념의 보편성이 피라항어에 의해 반증되었다고 주장하여 학계에 논쟁을 일으켰다.
이외에 그는 1993년 현장 연구에서 무성 치성 양순 전동 파찰음([t̪͡ʙ̥])을 사용하는 세계적으로 극도로 드문 언어인 오로윈어(Oro Win)를 처음으로 문서로 기록했다.